# Napad na Karlovac 4. listopada 1991.
Napad na Karlovac 4. listopada 1991. je skup borbenih aktivnosti koje su poduzele velikosrpske snage početkom agresije na Hrvatsku radi osvajanja grada Karlovca. Zbog slabe naoružanosti hrvatskih snaga, još uvijek nepovoljnog međunarodnog okružja, velike nadmoći u tehnici i ljudstvu velikosrpskih osvajača, snažne pete kolone odnosno brojnih pobunjenika, grad je bio u iznimno teškom položaju.

## Uvodne okolnosti

### Prije rata
Za doba socijalističke Jugoslavije Karlovac je bio grad pun vojnog osoblja JNA, jer je u njemu i bližoj okolici bilo smješteno čak 39 vojnih objekata, čime je omaleni Karlovac bio militarizirana zona. S obzirom na nacionalni sastav JNA i strateški položaj grada, koji je na važnom prometnom pravcu koji spaja sjeverni dio Hrvatske s gorskim i obalnim područjem, takav raspored objekata i kadroviranje osoblja imalo je ulogu kontroliranja Hrvatske.  izuzetne strateške važnosti Karlovac je bio u vrijeme Jugoslavije doslovno „grad vojnih lica JNA“. Čak 39 vojnih objekata u gradu i bližoj okolici činilo je taj neveliki grad pravom militariziranom zonom komunističke armije.
Radi boljeg nadzora grada, jugoslavenska politika planski je izmijenila narodnosnu sliku grada na štetu Hrvata. Srpsko stanovništvo iz naselja južno od Karlovca (Vojnić, Gvozd, Tušilović, Krnjak i okolina) masovno je i programirano naseljeno u grad poslije 1945. godine, tako da je od grada koji je osnovan kao bastion obrane Hrvatske pretvoren u utvrđenu isturenu ispostavu velikosrpskih planova ("Virovitica - Karlovac - Karlobag"). Takva narodnosna struktura poslije je stvorila probleme obrani samog grada unutar samog civilnog dijela grada, zbog mnogobrojnih snajperista koji su djelovali tijekom agresije na Hrvatsku. Uoči rata JNA je još više pojačala takve odnose. Pred rat je u Karlovcu rasporedila brojne snage. Koliku su važnost u JNA pridavali držanju ovog grada, potvrđuje činjenica da su u vojarni Petrovoj gori u strogom središtu grada smjestili niške specijalce.

### Ratne pripreme
Kako velikosrpske pretenzije nisu se uspijevale ostvariti, to su tvorci velikosrpskih planova pomicali svoje planirane ciljeve osvajanja na najbliže crte za koje su smatrali da još imaju izgleda osvojiti, a da im u budućnosti mogu opet poslužiti za osvajanja područja koja nisu isprve uspjeli osvojiti. 
Za osvajanje su se služili saveznim ustanovama gdje su Srbi bili nesrazmjerno visoko zastupljeni. To je bilo prije svega preko JNA, obavještajnih službi vojske i države te osoblja u ondašnjoj miliciji. Razoružanjem TO Hrvatske, naoružavanjem hrvatskih Srba preko JNA i podjarivanjem istih na pobunu, koja se zbila kolovoza 1990. (balvan-revolucija), stvorila se podloga za daljnja osvajanja. 
Osvajačke planove naznačio je srpski političar Jovan Opačić. U izjavi za sarajevski dnevnik Oslobođenje, objavljenoj 21. listopada 1990. rekao je "Ako se Hrvatska izdvoji iz Jugoslavije, tada će Srbi pristupiti stvaranju integralne srpske države, koja bi obuhvatila sav srpski narod i sve srpske pokrajine na Balkanu - od Gorskog kotara do Timočke krajine i od Subotice do Nevesinja."
JNA odnosno njena služba KOS planirao je izvesti državni udar siječnja 1991., koji nije sproveden. Hrvatske vlasti uvidjele su militantnost Srpske demokratske stranke, pa su 16. veljače 1991. zabranile njen miting u Karlovcu. Da bi spriječile scenarije jogurt-revolucije i "događanja naroda" koji su se prije dogodili u Vojvodini i Crnoj Gori, a kojima je pučističkim metodama destabilizirana odnosno smijenjena vlast, 17. veljače hrvatski policajci i specijalci su blokirali više ulica u Karlovcu radi sprječavanja miting SDS-a. Sutradan je glavni odbor SDS-a prihvatio Deklaraciju o položaju Srba u Hrvatskoj. 1. travnja t.zv. Izvršni savjet nacionalnog vijeća SAO Krajine donio je Odluka o pripojenju t.zv. Krajine Republici Srbiji, te da na njenom teritoriju važe zakoni republike Srbije i Ustav SFRJ. 5. travnja organizacija Srpski nacionalni front koju su činile 11 nacionalnih stranaka i izvanparlamentarne srpske oporbe odlučila je formirati Srpsku nacionalnu gardu radi "obrane 'zapadne granice Srbije' ". 1. svibnja 
Vrhovno državno vijeće Republike Hrvatske ocijenilo da su dijelovi JNA stali na stranu odmetnika, isti dan na konstituirajućoj sjednici t.zv. "Skupštine SAO Krajine" najavljen je referendum o pripajanju Srbiji. Kao vojna pripomoć srpskim pobunjenicima i kao prijetnja Hrvatskoj 4. svibnja oklopne postrojbe JNA stižu u Dvor na Uni. Hrvatska je prisiljena djelovati pravnim mjerama: 11. svibnja Ustavni Sud Hrvatske proglasio je referendum "SAO Krajine" o pripojenju Srbiji neustavnim. Pobunjenici ne mare za to i 16. svibnja Skupština SAO Krajine donijela je jednoglasno Odluku o pripojenju Srbiji, a 29. svibnja Odluku o proglašenju Statuta Krajine Ustavnim zakonom SAO Krajine. Skupština Srbije isti dan izvodi trik kojim "pere ruke" od zbivanja u Hrvatskoj, i odbila je prijedlog da se "SAO Krajina" proglasi teritorijem Republike Srbije.
Zatim su uslijedile vojne akcije koje su se primicale Karlovcu. 25. lipnja Hrvatski sabor je usvojio Ustavnu odluku o suverenosti i samostalnosti Republike Hrvatske. Zajedno s Hrvatskom neovisnost je proglasila i Slovenija. Isti dan, martićevci su napali Dvor na Uni, 26. lipnja srpske paravojne snage i JNA napadaju postaju MUP-a RH i zarobljene branitelje odvode u kninski zatvor na mučenje. Isti dan Skupština općine Dvor na Uni ignorira hrvatske vlasti, uzurpira prerogative hrvatske vlade te proglašava "ratno stanje" na području općine te donosi odluku o provođenju "mobilizacije jedinica Teritorijalne obrane i JNA". 27. lipnja u Bosanskom Grahovu proglašeno je ujedinjenje Bosanske krajine i SAO Krajine i o tome donesena Deklaracija, a isti dan JNA napada Sloveniju, što je bilo planirano navlačenje Hrvatske za pomoć saveznici s kojom se razdružila. Banovinu i Kordun sve se više okružuje: JNA 1. srpnja blokira prilaze Plitvicama, a sutradan napadnuta je policijska postaja u Kozibrodu. 15. srpnja jedinice JNA otvorile su tenkovsku paljbu na zgradu Ispostave MUP-a u Dragotincima, i Kraljevčanima, a pučanstvo H. Čuntića, Kraljevčana, Dragotinaca i Prnjavora, pod jakom mitraljeskom i minobacačkom paljbom kreće u zbjeg prema Petrinji. 16. srpnja JNA i četnici minobacačima napadaju Gornji Viduševac, 17. srpnja Komarevo kod Siska te Hrvatsku Kostajnicu. 25. srpnja od Siska prema Karlovcu prekinuta je željeznička sveza. 26. srpnja Glina je ponovo napadnuta, a vijesti o pokoljima Hrvata postaju redovita pojava. 1. kolovoza odlukom predsjednika RH dr. Franje Tuđmana ustanovljen je Regionalni krizni štab za Baniju, Posavinu i Moslavinu; za predsjedika imenovan mr. Ivan Bobetko. Polovicom kolovoza borbe postaju stvarnost u Karlovcu. 4. kolovoza U selu Budačkoj Rijeci kod Plitvica pobunjeni Srbi ubili tri policajca MUP-a Hrvatske (podlo su napadnuta četvorica policajaca u ophodnji ). Tijekom rujna traju žestoke borbe za mnoge hrvatske gradove na pravcu prema Karlovcu. Mnogi su se obranili, ali neki poput Petrinje, Topuskog, Hrvatske Kostajnice i Gline nisu se uspjeli obraniti. 13. rujna hrvatski su branitelji zarobili general-bojnika (general-majora) JNA Milana Aksentijevića i više časnika JNA u okolici Karlovca. Padom tih gradova stvorilo se agresoru sigurno strateško zaleđe na pravcu prema Srbiji, pobunjenim djelovima Hrvatske i djelovima BiH gdje su osnovane slične srpske paravlasti (Bosanska Krajina).

### Prilagodba osvajačkih planova sitaciji
Neuspjeli planirani puč siječnja 1991., neuspjelo širenje pobune te neuspjelo izvlačenje nekih većinskih hrvatskih naselja u područje pod nadzorom pobunjenih Srba (Pakrac), prisilnog zadržavanja Slovenije u Jugoslaviji lipnja 1991., prisililo je velikosrbe da odustanu od zadržavanja cijele Jugoslavije pod svojim nadzorom, pa su se prebacili na plan velike Srbije pod imenom Jugoslavije, okrnjene za Sloveniju. Za to ostvariti morali su osvojiti cijelu Hrvatsku, no ljeta 1991. nisu uspjeli operacijom Žalac osvojiti planirano. Rujanski rat koji nije išao planiranim tijekom, područja koja su očekivali lako osvojiti nikako nisu padala, razvlašćivanje Jugoslavije od atributa države na međunarodnoj konferenciji o Jugoslaviji rujna 1991. te primicanje istjeka moratorija na razdruženje Hrvatske, prisiljavalo je velikosrpske ideologe da privremeno odustanu od osvajanja cijele Hrvatske i prijeđu na osvajački plan Virovitica - Karlovac - Karlobag. Dolazili su u vremenski tjesnac koji ih je nagnavao da osvoje što više mogu u kratkom vremenu, jer im je prijetilo osamostaljenje Hrvatske te međunarodno priznanje iste, svakim danom hrvatske uspješne obrane hrvatski slučaj bio sve razvikaniji u svijetu i sve više privlačio pozornost međunarodne javnosti koja je sve više prepoznavala što se zbilja zbiva u Hrvatskoj. Međunarodna javnost sve je više vidjela istinu, velikosrpske laži koje je jugoslavenska diplomacija desetljećima plasirala, a osobito bezočne dezinformacije o neoustaštvu, nepostojanju hrvatskog naroda i jezika pa ni njihova prava na državu, bivale su svakim danom rušene. 
Karlovac je tu bio u vojno najtežem položaju. Premda je sa zapadne strane bila prijateljska Slovenija, smatran je "mekih trbuhom" Hrvatske, jer tu je bilo najuže područje pod nadzorom hrvatskih vlasti.
Osvajanjem Karlovca otvarao se velikosrbima put za neometano izbijanje na granicu sa Slovenijom, čime bi Hrvatska bila presječena na dva dijela, na sjeverni nizinski i jugozapadni gorsko - priobalni. Premda se radi sigurnosti dobar dio prometa koji bi inače išao kroz Karlovac već odvijao i kroz prijateljsku Sloveniju, fizičko presijecanje Hrvatske imalo bi veliki negativni psihološki učinak na hrvatske civile i branitelje, a dalo bi dodatni polet velikosrpskom okupatoru koji je u toj fazi rat još bio u ofenzivi.
Kad su velikosrpske snage početkom listopada poduzele sveopći napad na Hrvatsku, na Karlovac su poduzele toliko žestoki napad da je grad bio pred padom. Upornošću i hrabrošću hrvatskih branitelja, posebice 2. brigade te dragovoljačkih postrojaba iz Novog Zagreba i Karlovca spriječen je pad strateški važnog Turnja i osvajanje mostova koji su vodili preko rijeke Korane i bili ulazom u grad.

## Tijek borbe
4. listopada JNA i Srbi s Korduna napali su Karlovac. Topnička priprema JNA na dne napada na grad s okolicom bila je na tisuće ispaljenih projektila na grad. Uslijedio je napad JNA tenkovima. Preko Slunjskih brda primakli su se gradu. Branile su ga:
- dvije nepotpune bojne 110. brigade
- samostalna satnija dragovoljaca „Cobre“ iz Novog Zagreba
- karlovačka policija
- 2. gardijska brigada[7]

Velike i žestoke borbe razvile su se na Turnju. To je prigradsko naselje skoro sve palo u ruke srpskih osvajača. Hrvatski branitelji bili su potisnuti do samog mosta preko Korane koji je ulaz u grad. No, žilavost i odlučnost malobrojne hrvatske obrane koja je bila svjesna da će povlačenjem dovesti se u položaj da ne će imati više prostora za uzmak, lakomost osvajača koji nije imao hrabrosti suočiti se s protivnikom koji nije bio slabićki kao što je medijska i vojna propaganda prikazivala, rezultirala je odbacivanjem neprijatelja od mosta. U danima što su uslijedili velikosrpske su snage u još nekoliko navrata pokušale osvojiti Turanj, no svaki put naišli su na žilavi otpor hrvatskih snaga. Zbog žestine i intenziteta borba, brojnih ispaljenih projektila svih kalibara i razrušenosti naselja, dobilo je nadimak "malog Vukovara".
2. gbr Gromovi dala je veliki obol obrani Karlovca i Duge Rese. Presudnu ulogu imali su i pripadnici 3. pješačke bojne 2. gardijske brigade „Gromovi“. Jeseni te godine na karlovačko-dugoreškom bojištu poginulo je sedam "Gromova", a 38 ih je ranjeno. Na karlovačkoj i koranskoj bojišnici zaustavili su neprijateljske tenkove na Turanjskom mostu i učvrstili obrambenu crtu na rijeci Korani.
Napadi su nakon nekoliko mjeseci nešto popustili poslije ove ofenzive, nakon što su se borbe vodile gotovo kuća do kuće, no opasnost nikad nije prestala sve do oslobađanja Hrvatske i kraja rata.

## Posljedice
U Karlovcu je ostala odsječena vojarna JNA u Logorištu u kojoj je bilo mnogo motornih vozila koji bi mnogo pomogli obrani Hrvatske da su hrvatske snage to uspjele zaplijeniti. U kontroverznim i do danas nerazjašnjenim okolnostima, neprijatelj je tijekom jeseni kroz redove hrvatskih snaga uspio dovući pojačanja u vojarnu i izvući veći dio mehanizacije i ljudstva. 
Nažalost, djelovanje pete kolone u Karlovcu bilo je snažno čemu se pripisuje te događaje. Početkom studenog je JNA pojačana snagama iz Srbije i Vojnića probila se tenkovima iz vojarne Logorište. Iza sebe su ostavili pustoš, ubijene civile i uništena sela. Ipak, slabo naoružani hrvatski branitelji oduprli su se, uništili i zarobili više tenkova i tehnike.
4. studenoga 1991. hrvatski su branitelji uspjeli preuzeti i prije neprijateljskoga napada evakuirati skladište oružja Jamadol koje se nalazi u Karlovcu. Evakuirano je oko 2500 tona eksploziva i streljiva te naoružanje TO općina Karlovac, Ozalj, Duga Resa, Vojnić i Vrginmost.
Do kraja Domovinskog rata Karlovac je bio prekomjerno granatiran. Jedan je od najgranatiranijih hrvatskih gradova. Granatirani su brojni civilni ciljevi. I godinama nakon priznanja, čak i kad je velikosrpska agresija izgubila zamah i prešla u defenzivu, Karlovac je bio pod prijetnjom upada u grad i osvajanja djelova grada.
Iz nekoliko je jakih četničkih uporišta u blizini grada četiri je godine granatiranjem sijana smrt Karlovcem sve do kraja rata. Tek oslobađanjem u Oluji pala su uporišta brdo Šanac, a nakon toga u žestokom napadu HV i neprijateljska uporišta Tušilović, Vojnić, Krnjak i druga.

## Vanjske poveznice
- rž: 4. listopada 1991. Karlovac – početak općeg napada na kritičnu točku obrane Hrvatske, narod.hr, 4. listopada 2015.
- film Karlovac u Domovinskom ratu 1991. – 1995.
- film Karlovac u Dom.ratu 1991-1995. - Browingovi
- film Karlovac u Domovinskom ratu - Diverzantska skupina Štit
- film Karlovac u Domovinskom ratu - Wolfovi